# August George-Mayer

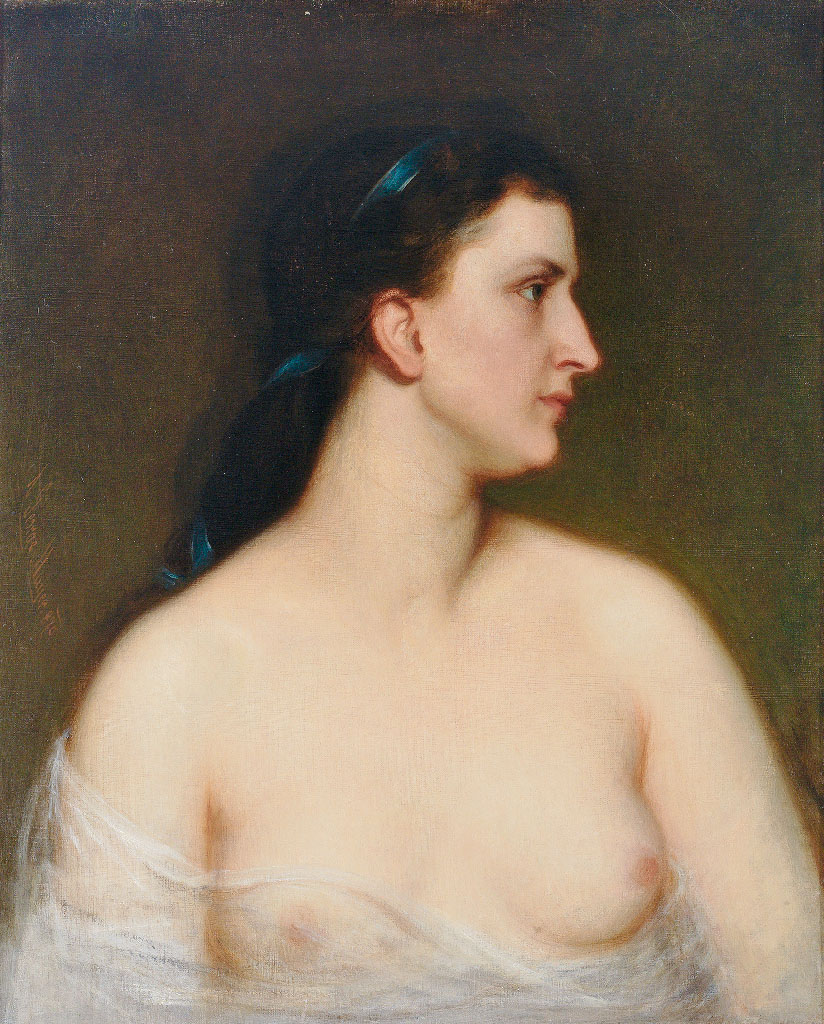
Weiblicher Akt, 1870

August George-Mayer (eigentlich August Georg Mayer; * 28. März 1834 in Wien; † 8. Februar 1889 ebenda) war ein österreichischer Maler.
Er studierte von 1847 bis 1851 an der Wiener Akademie bei Karl Gsellhofer, Johann Ender, Leopold Kupelwieser, Joseph Führich und Carl Rahl. Er schuf zunächst vorwiegend Genre- und Historienbilder, später jedoch überwiegend Porträts. Von 1860 bis 1863 lebte er als Theatermaler in Ungarn und heiratete 1867 in Wien die Tochter des Dramatikers Adolf Foglár.

## Schriften
- Erinnerungen an Carl Rahl. Wien 1882 (Digitalisat).